# Judas Iscariot
Judas Iscariot (Иуда Искариот) — американская блэк-метал-группа, являющаяся проектом одного музыканта Akhenaten (англ. Andrew Harris — гитара, бас, вокал), который приглашал сессионных и концертных музыкантов. Akhenaten участник групп Sarcophagus и Seeds of Hate. Являлся владельцем лейбла Breath of Night Records, издавал собственный журнал Nihilist Resistanse.
25 августа 2002 года Akhenaten объявил о закрытии своего проекта.

## История
Музыкальный коллектив Judas Iscariot был сформирован в 1992 году человеком по имени Andrew Harris, более известным по псевдониму Akhenaten.
Вторая демозапись проекта — Demo была выпущена в 1993 году на аудиокассете самостоятельно на собственные средства. В 2000 году лейблом Spikekult Rekords композиции входящие в демозапись были реализованы в качестве сплита None Shall Escape the Wrath с группами Krieg, Eternal Majesty и Macabre Omen. Кроме того к уже существующим композициям была добавлена новая — Outro (время звучания 4 минуты 13 секунд).
После записи нескольких демо-лент в 1995 году вышел дебютный альбом The Cold Earth Slept Below на лейбле Moribund Records.
Выход следующего альбома Thy Dying Light планировался на лейбле Head Not Found, но из-за экстремистских взглядов Akhenaten материнский лейбл Voices of Wonder отказал Head Not Found издавать альбом. Но альбом всё-таки увидел свет и вышел на Moribund Records, потом Akhenaten переехал в Германию.
Уже в Германии выходят два следующих альбома Of Great Eternity (записан в марте 1997 года в Нюрнберге) и Distant in Solitary Night (был записан в мае 1996 года, но из-за технических причин не издавался).
В сентябре 1997 года выходит первый EP Arise, My Lord на собственном лейбле Breath of Night Records.
В 1999 году на новом лейбле Red Stream выходит альбом Heaven in Flames. Но перед выпуском этого альбома на CD, он был выпущен в виде лимитированной кассетной (500 копий) и виниловой версии в Европе. Концепция лирики продолжает мотивы предыдущих работ — антихристианство, нигилизм, мизантропия.
Летом 2000 года выходит релиз Dethroned, Conquered and Forgotten.

## Концепция группы
Концепция и философия творчества Akhenaten плотно переплетаются с образом исторического персонажа Иуды Искариота. Согласно словам Akhenaten имя Иуда Искариот обозначает всё антихристианское, раскрывшее истинную сущность Иисуса Христа, вызывающий акт против Бога, уничтожение идолов. Поэтому выбор подобного именования своего проекта был неслучаен. Однако философия Akhenaten не ограничивается лишь этим образом, его музыка означает ненависть, зло, зиму, войну за триумф зла.

## Дискография

### Полноформатные альбомы
- 1996 — The Cold Earth Slept Below (Moribund Records)
- 1996 — Thy Dying Light (Moribund Records)
- 1997 — Of Great Eternity (CD, 1000 копий; Elegy Records)
- 1998 — Distant in Solitary Night (Moribund Records)
- 1999 — Heaven in Flames (Red Stream Inc.; At War Records, 1998, кассета (без клавишных))
- 2002 — To Embrace the Corpses Bleeding (Red Stream Inc.)
- 2018 — An Ancient Starry Sky
- 2021 — Of Great Eternity

### Мини-альбомы
- 1996 — Arise, My Lord
- 2000 — Dethroned, Conquered and Forgotten
- 2002 — March of the Apocalypse
- 2002 — Moonlight Butchery

### Демо
- 1992 — Heidegger (см. также Хайдеггер, Мартин)
- 1993 — Demo (Judas Iscariot)

### Концертные альбомы
- 2000 — Under the Black Sun

### Сборники
- 2000 — From Hateful Visions
- 2002 — Avetinjski Ples Sablasti
- 2003 — Midnight Frost (To Rest with Eternity)

### Сплит-альбомы
- 1999 — Judas Iscariot / Weltmacht (при участии Weltmacht)
- 2000 — None Shall Escape the Wrath (при участии Krieg, Eternal Majesty и Macabre Omen)
- 2001 — To the Coming Age of Intolerance (при участии Krieg)